# 卡法瑙恩
卡法瑙恩（葡萄牙語：Cafarnaum）是巴西巴伊亚州的一个市镇。总面积927.491平方公里，总人口17249人，人口密度18.6人/平方公里。